# Silence Is Easy (canción)
«Silence Is Easy» es el primer sencillo del segundo álbum con el mismo nombre de la banda británica de rock alternativo Starsailor. La canción escaló hasta el puesto #9 en el Reino Unido, siendo desde entonces la posición más alta de la banda en la lista de sencillos del Reino Unido. Fue una de las dos canciones del álbum grabada por el legendario productor Phil Spector.

## Video musical
El video toma lugar en un club. Walsh camina en medio de una multitud de personas con una expresión estoica en su cara, la cual sólo cambia mientras está cantando. Mientras está caminando, estas personas a su alrededor desarrollan diferentes actitudes: algunos de ellos parecen amarlo mientras otras, por el contrario, detestarlo. Las partes más notorias del video son las escenas en las que un hombre pone sus manos en James y le grita en la cara, una chica japonesa se muestra feliz de verlo al punto de hacerla llorar, algunos chicos que le dan unas palmadas en la espalda para apoyarlo, una mujer con vestido de novia y un transexual que trata de besarlo.

## Lista de canciones
CD
1. «Silence Is Easy» - 3:40
2. «Could You Be Mine?» - 3:35
3. «She Understands» - 4:13

DVD
1. «Silence Is Easy» (Video)
2. «Could You Be Mine?» (Audio)
3. «Good Souls» (Live 2003) (Audio)
4. Making of the Video / Behind the Scenes Interview (Video)

7"
1. «Silence Is Easy» - 3:40
2. «She Understands» - 4:13

## Posicionamiento
| País         | Lista               | Posición |
| ------------ | ------------------- | -------- |
| Irlanda      | Irish Singles Chart | 40       |
| Países Bajos | Mega Single Top 100 | 70       |
| Reino Unido  | UK Singles Chart    | 9        |